# Joan Roure i Jané
Joan Roure i Jané (Solsona, 18 d'octubre del 1921 – Andorra la Vella, 14 de desembre del 1990) va ser un músic i compositor català, fundador de l'Institut d'Estudis Musicals d'Andorra La Vella, de l'escola de Música Joan Roure, a Solsona, i de l'Orfeó Andorrà, entre d'altres.

## Biografia
El seu pare, Joan Roure i Riu, trompetista, l'inicià al solfeig quan tenia quatre anys i més tard feu ingrés a l'Escolania de la Mare de Déu del Claustre de Solsona que li serví per anar ampliant els estudis musicals. Hi va cantar fins als catorze anys, sota la direcció de mossèn Antoni Llorens i Solé (1904-1988).
Va iniciar estudis de trompeta de la mà del seu pare i també els del violí a càrrec d'un professor particular, just quan començava a iniciar els estudis d'harmonia, composició i contrapunt. Durant el temps que va ser a la mili (1941-1945), va rebre lliçons d’harmonia i composició del director d’aquella banda, el compositor navarrès Silvestre Peñas Echevarría (1896-1985), amb qui devia començar a fer arranjaments d’obres clàssiques per a banda.
Amb els anys va fundar gran varietat d'orquestres com l'Orquestra Moderna Solsonina, la Cobla Orquestra Diamant Club de Solsona, l'Orquestra Dekaros a Lleida, l'Orquestra Rebés, o l'Orquestra del Principat d'Andorra (Dixi Combo). També en dirigí algunes com ara l'Orquestra Triomfal d'Igualada o la Cobla Orquestra Amoga de Vidreres.
La seva faceta de compositor i arranjador ha quedat recollida en un catàleg musical publicat el 2023 que inclou més d'un centenar d'obres d'autor (obra vocal, obra per a cobla, obra per a conjunt) i més de tres centes obres que esdevenen arranjaments. Algunes de les seves creacions han agafat una transcendència particular per les funcions identitàries i representatives que assoleixen. La sardana de Solsona, Andorrana o Cardona han assolit un sentit de pertinença tan elevat que fins i tot s'han convertit en himnes no oficials d’aquestes poblacions.
La seva popularitat a Solsona fou molt gran, entre altres coses per la seva col·laboració en el reeixir musical de la ciutat després de la guerra civil i per l'impuls en la creació de l'Escola Municipal de Música. Però el seu paper més destacable amb la participació i col·laboració en festes tan importants per Solsona com són la Festa Major i el Carnaval.
Joan Roure va fer els actuals arranjaments per cobla dels ballets tradicionals de la Festa Major de Solsona i en va crear de nous, que fan que la Festa Major tingui la musicalitat que té, sent molt destacada per aquest motiu entre d'altres. També va crear una sèrie de pasdobles per acompanyar els gegants durant les cercaviles. Al Carnaval també hi deixà un bon llegat, component any rere any un ball per als elements del folklore carnavalesc que anaven apareixent des de la recuperació d'aquesta festa a Solsona l'any 1971.
Del seu pas per Andorra la Vella se'n destaca la fundació de l'Orfeó Andorrà i també la seva composició d'una de les dues peces de ball pròpies de la Gresca Gegantera d'Andorra la Vella, el Ball de gegants —amb la coreografia adoptada dels Gegants de Solsona.
El seu fill Jordi Roure i Torra i la seva filla Meritxell Roure Morist es dediquen a la música, així com la seva neta Anna Roure i Besolí, i també neta la Marta Roure que és una cantant i actriu andorrana que, entre d'altres, va portar per primer cop a la història la llengua catalana a Eurovisió l'any 2004.

## Homenatges
Entre altres homenatges, a Andorra la Vella hi ha una plaça dedicada amb el seu nom, mentre que a Solsona hi ha un bust del músic a la plaça de Sant Pere.
El juliol de 2021 l'Ajuntament de Solsona va aprovar per unanimitat commemorar l'Any Roure, per tal de reivindicar el seu llegat i promoure'n el coneixement i la difusió. En l'acte de culminació de l'Any Roure es presentà un catàleg de prop de mig miler d'obres i hi hagué una actuació de Marta Roure i Miquel Riu, que interpretaren un tema de Joan Roure i un altre compost en ocasió del seu centenari.

## Sardanes
- A en Joan Llobet (1959, obligada de tenora). És una de les primeres sardanes obligades que incorpora un pinyol al final dels llargs, és a dir, una nota sobreaguda sostinguda durant dotze compassos. Aquesta sardana cíclica, temuda encara avui per molts intèrprets, és una de les obres de Roure que ha tingut més difusió.[1]
- Alba (1986)
- L'amic Pere (1986)
- Andorrana (1964)
- Anna i Marta (1980)
- Aplec a Meritxell (1967)
- L'aplec d'Encamp (1989)
- L'aplec de la Taula Rodona (1951)
- Avui és Pàsqua (1988)
- Baixant pel Cardener (1940)
- Bonica Andorra
- El campanar del meu carrer (1963)
- Cant d'amor (1951)
- Cardona
- Ciutat de Solsona (1982), dedicada a la cobla Ciutat de Solsona
- En Jordi i la Pepita (1961)
- En Quimet de cal Algué (1951), obligada de trombó
- En Tomàs Bahí (1960) obligada de tible
- La llum de Tarragona (1962)
- Mercè
- Olesa i la Passió (1961)
- Penya Barcelonista de Solsona (1986)
- Poncella del Pirineu (1968)
- Primavera (1985)
- Rambla avall (1967)
- La sardana de Solsona (1950)
- Senzilla (1983)
- Solsona poncella (1946)
- Solsona, Ciutat Pubilla Solsona (1983), sardana del Pubillatge
- Verge de Montalbà (1973)
- La veu de la Catalunya
- Vidreres